# Бохум
Бохум град је у њемачкој савезној држави Северна Рајна-Вестфалија. Посједује регионалну шифру (AGS) 5911000, NUTS (DEA51) и LOCODE (DE BOM) код. Налази се у центру Рурске области. Бохум је један од четири града центара Рурске области и са готово 380.000 становника шести град по величини у Северној Рајни-Вестфалији, други град по величини у Вестфалији и налази се унутар 20 градова по величини у Немачкој. Број становника Бохума је 1905 прешао 100.000 становника и од тада је Бохум добио статус града.

## Географија
Бохум лежи између река Рур и Емшер. Дужина подручја града у правцу север југ је 13,0 km а у правцу запад исток 17,1 km. Дужина границе града је 67,2 km. Град се налази на надморској висини од 100 метара. Површина општине износи 145,4 km².

## Историја
Основан је у 10. веку, а први пут се помиње 1041. као Кофбуокхајм (Cofbuokheim). Градске привилегије је добио 1321. Бохум је био мало значајан град све до друге половине 19. века и индустријализације када су почели да се масовно отварају рудници угља и индустрија челика доживела је успон у Рурској области доводећи до раста целокупног региона.
Стратешко бомбардовање током Другог светског рата имало је Бохум као један од приоритетних циљева. Готово цео центар града је уништен и више хиљада цивила је страдало. Након рата нова република Северна Рајна-Вестфалија је оформљена на границама региона Рајне и Вестфалије а Бохум је био део региона.
Сви рудници престали су са радом између 1960. и 1980. године. Друге индустрије попут аутомобилске компензовале су губитак посла. Опел Астра је склапан од стране Џенерал Моторса у фабрикама у Бохуму, међутим у 2009. години Опелова фабрика се нашла у озбиљним финансијским проблемима. 1965. године отворен је Рур-Универзитет Бохум као први нови универзитет на територији Савезне Републике Немачке након Другог светског рата. Од седамдесетих година двадесетог века Бохумска индустрија је прошла неколико структурних трансформација од тешке до сервисне индустрије.
Током комуналних реформи 1975. године, Ватеншајд, претходно независан град интегрисан је у урбану целину Бохума. Унутрашњи референдум против интегрисања је пропао. У 2007. години отворена је нова синагога за припаднике јеврејске општине Бохума, Хернеа и Хатингена. У 2008. години Нокиа је планирала да затвори своје производно предузеће у Бохуму. План је наишао на оштро противљење 20.000 људи који су протестовали. Али велики протести нису могли да промене судбину фабрике која је на крају пресељена у Румунију.

## Становништво
У самом граду је, према процјени из 2010. године, живјело 376.319 становника. Просјечна густина становништва износи 2.587 становника/km².

## Спорт
Најпознатији спортски тим из Бохума је немачки прволигаш ФК Бохум (VfL Bochum).

## Грб
Грб Бохума сачињавају књига са црвено-белом траком у позадини. Није познато одакле се књига користи на грбу Бохума, а црвено бела трака означава Ватеншајд са којим се Бохум ујединио 1975. године од када је настао грб какав је данас.

## Култура
У Бохуму се налази осам високошколских установа. Највећи и најпознатији је Рур-Универзитет Бохум, који је са преко 30.000 студената један од највећих Универзитета у Немачкој. Рур-Универзитет Бохум отворен је 1965. године као први новоотворени Универзитет у Савезној Републици Немачкој. Веома је познат Немачки музеј рударства, али и Позориште, Планетаријум, Немачки железнички музеј у Далхаузену и најуспешнији мјузикл на свету Starlight Express.